# Osjanizm
Osjanizm – zespół tendencji literackich występujących na przełomie XVIII i XIX wieku zapoczątkowanych publikacją tzw. Pieśni Osjana, utworów szkockiego pisarza Jamesa Macphersona, który swoje teksty wzorował na dawnych przekazach celtyckich; ogłosił je drukiem jako angielskie tłumaczenie odnalezionych dzieł Osjana, legendarnego barda. Mimo raportu specjalnej komisji ogłoszonej przez Highland Society w Edynburgu w 1805 r., która podważyła autentyczność pieśni osjanicznych, większość ludzi należących do elity intelektualnej Europy uważała Pieśni Osjana za autentyczny zabytek dawnej poezji celtyckiej, a zarazem za dokument historyczny. W miarę upływu lat Osjan stał się przede wszystkim przodkiem literatury ludów germańskich, do którego szczególnie chętnie przyznawali się Niemcy i Skandynawowie. Mistyfikacja Macphersona zapoczątkowała prąd literacki w wielu krajach europejskich, przejawiający się nawiązywaniem do zainteresowań, atmosfery poetyckiej, konstrukcji bohaterów oraz zabiegów stylistyczno-kompozycyjnych cyklu Osjana.
Utwory Macphersona cechował uczuciowy stosunek do bohaterskiej świetności dawnej Szkocji. Dominował w nich nastrój żalu i poczucie przemijania oraz płynąca z owych doznań szczególna „radość smutku” – uczucie ambiwalentne, w którym gorycz wspomnień mieszała się z rozrzewnieniem. Nastrojom tym towarzyszyła idealizacja charakterów i czynów dawnych wojowników – walecznych, wielkodusznych wobec wrogów, wiernych przyjaciół oraz ponadprzeciętnych kochanków. Akcja utworów zawsze rozgrywała się na tle przyrody północnej Szkocji oraz Irlandii (obrazy spienionego morza rozbijającego się o skały w poświacie księżyca, rozległe wrzosowiska, mgła nad urwistymi brzegami etc.). Bohaterom towarzyszyły niejednokrotnie duchy zmarłych wojowników, pozostające w kontakcie ze światem żyjących.
Pieśni Osjana spotkały się na kontynentalnej Europie z entuzjastycznym przyjęciem, natomiast w Anglii nie cieszyły się większym zainteresowaniem. Powodzenie utworów nie świadczyło jednak o ich wysokiej wartości artystycznej – poezja ta bowiem trafiła w gusty epoki dzięki zbliżeniom z sentymentalizmem, intrygowała oryginalnym pejzażem oraz niezwykłym światem duchów. Z jednej strony osjanizm wspierał tezę o niezakłamanym i prostym życiu cnotliwego ludu pozostającego w „stanie natury” (russoizm), łączył się z wizją sielankowego „złotego wieku” (gessneryzm), podkreślając rolę uczuć w życiu człowieka. Z drugiej strony idealizował daleką i bliżej nieokreśloną przeszłość (tendencja romansu pseudohistorycznego ówczesnego romantyzmu). Osjanizm pogłębiał również upodobanie do przeżywania kontaktu z naturą nie zmienioną przez człowieka, współgrał z istniejącym jednocześnie zamiłowaniem do dzikiego i melancholijnego pejzażu.
Kariera pieśni rozpoczęła się od licznych francuskich przekładów fragmentów, ukazujących się w wydanych we Francji antologiach lub czasopismach od lat 60. XVIII wieku. Większe znaczenie dla innych krajów miało jednak tłumaczenie włoskie Melchiorra Cesarottiego (1763) oraz niemiecki przekład Michaela Denisa (1768-1769) i Johanna Gottfrieda Herdera (1778-1779), a przede wszystkim prozatorska wersja Pierre’a Le Tourneura (Osian, fils de Fingal, barde du troisième siècle: Poésies galliques) z 1777 r., która stała się najpopularniejszym tłumaczeniem o międzynarodowym zasięgu – wszystkich polskich tłumaczeń Pieśni Osjana dokonano za pośrednictwem tej wersji.
Jako pierwszy przełożył Pieśni Ignacy Krasicki (druk wiosną 1793 r.). Fragmenty pieśni zostały przełożone przez Franciszka Karpińskiego, Konstantego Tyminieckiego, Franciszka Dionizego Kniaźnina (przekład drugiego eposu – Temory). Wszystkie tłumaczenia obejmowały jednak wyłącznie fragmenty (Krasicki – 150 stron, Kniaźnin – 350, natomiast przekład francuski Le Tourneura obejmował 600 stron). Pierwszy polski przekład całości został dokonany przez Seweryna Goszczyńskiego w postaci prozatorskiej (druk w 1838 r.).
Na ziemiach polskich nie rozwinął się typ „osjanidy” popularny na Zachodzie, polegający na dość dokładnej imitacji epoki, scenerii i wątków osjanicznych. Jednak przykład Osjana pobudził naszych poetów w dwu kierunkach, które w pewnym uproszczeniu nazwać można sentymentalnym i historycznym. Poezja osjaniczna dopomogła im również w stworzeniu postaci barda (piewca chwały swojej ojczyzny) w tych utworach, w których historyczna wizja łączyła się z profecją czy żałobnymi wspomnieniami. W XIX wieku stanowiła jeden z argumentów w dyskusji nad poezją naturalną i oryginalną. Nie bez znaczenia dla przyszłego kształtu ballady romantycznej był emocjonalizm oraz sceneria poematów Macphersona. Zjawisko osjanizmu było jednym z czynników kształtowania się w literaturze polskiej preromantyzmu.